# Octocannoides taeniogonia
Octocannoides taeniogonia is een hydroïdpoliep uit de familie Octocannoididae. De poliep komt uit het geslacht Octocannoides. Octocannoides taeniogonia werd in 2004 voor het eerst wetenschappelijk beschreven door Xu & Huang. 